# Phyllonorycter bataviella
Phyllonorycter bataviella là một loài bướm đêm thuộc họ Gracillariidae. Nó được tìm thấy ở Hoa Kỳ (Cincinnati, Illinois, Ohio, Maine và Michigan).
Sải cánh dài 7-7.5 mm.
Ấu trùng ăn Quercus species. Chúng ăn lá nơi chúng làm tổ.